# Bockenem
Bockenem – miasto w Niemczech, w kraju związkowym Dolna Saksonia, w powiecie Hildesheim, obecnie liczy ok. 10,8 tys. mieszkańców.